# Geraldine Rauch
Geraldine Rauch (* 15. September 1982 in Heidelberg) ist eine deutsche Mathematikerin. Seit April 2022 ist sie Präsidentin der Technischen Universität Berlin. Zuvor hatte sie an der Charité Berlin als Universitätsprofessorin das Institut für Biometrie und klinische Epidemiologie geleitet.

## Ausbildung und berufliche Laufbahn
Geraldine Rauch erwarb ihre allgemeine Hochschulreife 2002 in Freiburg und begann noch im selben Jahr ein Studium der Mathematik mit dem Nebenfach Biologie an der Universität Bremen. Nach einem Studiumsaufenthalt an der Cardiff University beendete sie ihr Studium im Juli 2007. Von 2006 bis 2007 studierte sie zusätzlich zwei Semester Biometrie/Biostatistik an der Universität Bremen. Von 2007 bis 2009 promovierte Rauch in der Abteilung Biostatistik bei Roche Diagnostics Penzberg in Kooperation mit der Universität Bremen. Sie wurde mit einer mit magna cum laude bewerteten Dissertation zum Thema The LORELIA Residual Test bei Jürgen Timm promoviert.
Von 2009 bis 2016 arbeitete Rauch als wissenschaftliche Mitarbeiterin am Institut für Medizinische Biometrie und Informatik am Universitätsklinikum Heidelberg. Dort übernahm sie 2012 die Leitung der Arbeitsgruppe „Klinische Studien“. Im Januar 2015 schloss sie ihre Habilitation ab und erwarb die Lehrberechtigung im Fach Medizinische Biometrie.
2017 folgte sie zunächst einem Ruf an das Universitätsklinikum Hamburg-Eppendorf zur Universitätsprofessorin für Medizinische Biometrie und zur stellvertretenden Direktorin des Instituts für Medizinische Biometrie und Epidemiologie. Bereits im Juli 2017 wechselte Rauch an die Charité – Universitätsmedizin Berlin als Professorin (W3) für Medizinische Biometrie und übernahm die Leitung des Instituts für Biometrie und klinische Epidemiologie. Ab Januar 2020 war sie gewählte Prodekanin für Studium und Lehre mit lebens- und gesundheitlichem Schwerpunkt an der Charité – Universitätsmedizin Berlin.
Am 19. Januar 2022 wurde sie als Nachfolgerin von Christian Thomsen zur Präsidentin der Technischen Universität Berlin gewählt. Sie trat ihr Amt am 1. April 2022 an und wurde damit die erste Frau in der Geschichte der TU Berlin auf diesem Posten. Im August 2022 wurde sie in den Zukunftsrat des Bundeskanzlers berufen.
2023 wurde Rauch zum Mitglied der Deutschen Akademie der Technikwissenschaften (acatech) gewählt.

## Forschungsschwerpunkte
Rauchs Forschungsschwerpunkte liegen im Bereich der Methodik für klinische Studien. Dort beschäftigt sie sich unter anderem mit adaptiven Studiendesigns und Methoden der Fallzahlrekalkulation. In dem von ihr bis zu ihrem Wechsel geleiteten Institut für Biometrie und klinische Epidemiologie wird an der Integration und Entwicklung neuer statistischer Methoden zur besseren und genaueren Umsetzung von Studien und Forschungsprojekten geforscht.

## Kontroversen

### Wissenschaftsfreiheit
In einem Beitrag für Table Media vom 6. Februar 2024 griff Rauch das Netzwerk Wissenschaftsfreiheit an, dessen Äußerungen „das Narrativ der Neuen Rechten, Rechtsextremist*innen und anderer verfassungsfeindlicher Organisationen“ stärkten, dessen Mitgliederliste „beunruhigend lang“ sei und dem „leider auch Personen der TU Berlin“ angehörten. Im April 2024 kritisierte Susanne Gaschke in der NZZ Rauchs Amtsführung als politisch einseitig. Eine Professorin legte auf Grund von Rauchs Artikel Dienstaufsichtsbeschwerde gegen sie ein.

### Antisemitismusvorwürfe
Der Zentralrat der Juden warf ihr vor, mit Uffa Jensen einen Antisemitismusbeauftragten an der TU Berlin berufen zu haben, der Antisemitismus relativiere.
Rauch wurde im Mai 2024 für das Liken kontroverser X-Posts kritisiert, unter anderem eines von einem Troll-Account geteilten Posts, dessen Text sich für einen Waffenstillstand in Gaza ausspricht, in dem aber auch ein Bild einer Demonstration in der Türkei zu sehen ist, auf der Teilnehmer ein Bild von Benjamin Netanjahu mit Hakenkreuzen bemalt hatten. Rauch bat daraufhin in einer Erklärung der Universität um Entschuldigung. In der Erklärung bewertete Jensen diesen Post als antisemitisch. Rauch habe ihm gegenüber erklärt, das Bild nicht wahrgenommen zu haben. Kanzler Lars Overdieck und weitere Präsidiumsmitglieder bezeichneten Rauchs Handlung als „inakzeptablen Fehler“, von dem sie sich distanzierten. Unter anderem forderten die Jüdische Studierendenunion, der Zentralrat der Juden und der regierende Bürgermeister von Berlin, Kai Wegner, Rauchs Rücktritt. Unterstützung bekam sie hingegen von Beschäftigten und dem Studierendenparlament. Rauch, die von „tiefer Reue“ sprach, beantragte daraufhin bei der Wissenschaftsverwaltung der TU ein Disziplinarverfahren gegen sich selbst. Bundeskanzler Olaf Scholz gab bekannt, dass Rauch dem Zukunftsrat nach der Verlängerung nicht mehr angehören werde. Nachdem der Akademische Senat in einem unverbindlichen Meinungsbild mit 13 zu 12 Stimmen für den Rücktritt von Rauch gestimmt, aber keinen Abwahlantrag gestellt hatte, gab Rauch mit Verweis auf das Disziplinarverfahren bekannt, im Amt bleiben zu wollen. Das Internationale Auschwitz Komitee bezeichnete diese Entscheidung als Desaster. Das Kuratorium der TU sprach sich gegen einen Rücktritt aus, forderte sie jedoch zu einem Neuanfang und weiteren Maßnahmen auf. Matthias Kleiner verließ in der Folge das Kuratorium, da ein solcher Neuanfang nicht erfolgt sei. Im Juli 2024 übergab Rauch ihr Amt als Sprecherin des Hochschulverbunds Berlin University Alliance vorzeitig an den Präsidenten der Freien Universität, Günter Ziegler.

## Familie
Geraldine Rauch ist geschieden und hat einen Sohn. Sie wohnt in Berlin.

## Veröffentlichungen
- Geraldine Rauch, Rainer Muche, Reinhard Vonthein (Hrsg.): Zeig mir Biostatistik! Ideen und Material für einen guten Biometrie-Unterricht, Springer Verlag, Berlin Heidelberg 2014, ISBN 978-3-642-54336-4.
- Geraldine Rauch, Svenja Schüler, Meinhard Kieser: Planning and Analyzing Clinical Trials with Composite Endpoints. Springer, 2017, ISBN 978-3-319-73769-0.
- Geraldine Rauch, Konrad Neumann, Ulrike Grittner, Ulrike Herrmann, Jochen Kruppa: Medizinische Statistik für Dummies. Wiley-VCH, 2020, ISBN 978-3-527-71584-8.